# × Aeridovanda
× Aeridovanda viết tắt trong thương mại là Aerdv, là một chi lan lai giữa các chi Aerides và Vanda (Aer x V).